# Mario Poltronieri
Mario Poltronieri (Milano, 23 novembre 1929 – Milano, 18 gennaio 2017) è stato un giornalista, telecronista sportivo e pilota automobilistico italiano.

## Biografia
Figlio del violinista Alberto Poltronieri, dopo un'esperienza come pilota e collaudatore per la Abarth (nel corso della sua carriera stabilì 112 record di velocità sulle curve sopraelevate del circuito di Monza e corse la Mille Miglia dal 1954 al 1957), iniziò a lavorare per la Rai a partire dal 1961 impartendo lezioni di guida in una rubrica del lunedì sera intitolata Ruote e strade. A partire dal 1964 iniziò la propria attività come giornalista sportivo commentando gli incontri della Nazionale di baseball italiana per poi prendere il posto di Piero Casucci nel ruolo di commentatore dei gran premi di motociclismo e Formula 1 nel 1968.
Assunto definitivamente in Rai a partire dal 1971, per oltre vent'anni Poltronieri condurrà trasmissioni e telegiornali a carattere sportivo, ricoprendo nel contempo il ruolo di commentatore Rai nelle gare del Mondiale di Formula 1, dapprima da solo e in seguito assieme ad altri giornalisti o esperti del settore (fra cui Ezio Zermiani, l'esperto di tecnica e regolamenti Gianfranco Palazzoli e Clay Regazzoni). Pensionato al termine della stagione 1994, negli anni successivi Poltronieri collaborerà come esperto per alcune emittenti televisive, fra cui la stessa Rai (dove condurrà, nella stagione 1995, il Processo alla Formula 1), Odeon TV (dove curava il Processo al Gran Premio assieme a Marcello Sabbatini e Alberto Bortolotti, in diretta la domenica sera) ed Eurosport.
Alle elezioni europee del 1999 si è candidato nella circoscrizione nord-ovest nelle liste di Rinnovamento Italiano, movimento alleato col centrosinistra guidato da Lamberto Dini. Lo scarso risultato della lista gli ha impedito di accedere al Parlamento europeo.
Per alcune edizioni è stato ospite fisso del programma televisivo Griglia di partenza condotto da Franco Bobbiese per l'emittente Telenova.
Poltronieri è morto all'età di 87 anni il 18 gennaio 2017, nella propria casa a Milano; il funerale viene celebrato dopo tre giorni nella chiesa di Camnago. È sepolto nella cappella di famiglia, nel cimitero di Camnago, frazione di Lentate sul Seveso.